# Niente su di noi senza di noi
Nulla su di noi, senza di noi (in latino Nihil de nobis, sine nobis) è un motto utilizzato per comunicare l'idea che nessuna politica debba essere stabilita senza la piena e diretta partecipazione dei membri del gruppo o dei gruppi interessati da tale politica. Nella sua forma moderna, questo spesso coinvolge gruppi nazionali, etnici, basati sulla disabilità o altri gruppi emarginati dalle opportunità politiche, sociali ed economiche.
Il motto ha origine in Europa centrale: la prima costituzione polacca, del 1505, fu chiamata Nihil novi del 1505, e successivamente divenne un simbolo delle norme democratiche. Lo slogan guadagnò popolarità anche durante la Seconda Guerra Mondiale, quando l'Accordo di Monaco fu firmato senza la presenza della Cecoslovacchia.
La frase era citata titolo del documentario di Krzysztof Kieślowski del 1972 Workers '71: Nothing About Us Without Us (Robotnicy '71: Nic o nas bez nas).
Il termine nella sua forma inglese entrò in uso nell'attivismo per i diritti delle persone con disabilità negli anni 1990. James Charlton riferisce di aver sentito per la prima volta questa espressione durante conferenze tenute dagli attivisti sudafricani Michael Masutha e William Rowland, i quali a loro volta l'avevano appresa da un attivista dell'Europa dell'Est in una precedente conferenza internazionale.
Nel 1998, Charlton utilizzò questa frase come titolo per un suo libro sui diritti delle persone con disabilità.; anche l'attivista David Werner usò lo stesso titolo per un altro libro sullo stesso tema, pubblicato anch'esso nel 1998.
Nel 2004, le Nazioni Unite adottarono la frase come tema per la Giornata Internazionale delle Persone con Disabilità, ed essa è associata anche alla Convenzione sui Diritti delle Persone con Disabilità..
L'uso di questo motto si è in seguito esteso ad altri gruppi di interesse e movimenti.
Nel 2021, l'Organizzazione Mondiale della Sanità ha pubblicato una guida eponima raccomandando che bambini e adolescenti siano coinvolti nel processo decisionale per le politiche sanitarie che li riguardano direttamente.